# Kõrveküla (Tartu)
Kõrveküla is een plaats in de Estlandse gemeente Tartu vald, provincie Tartumaa. De plaats heeft de status van groter dorp of ‘vlek’ (Estisch: alevik) en telt 903 inwoners (2021).
De plaats is de hoofdplaats van de gemeente Tartu vald. Ze ligt ongeveer twee kilometer ten noordoosten van Tartu en is met die stad verbonden door de secundaire weg Tugimaantee 95.

## Geschiedenis
Kõrveküla werd voor het eerst genoemd in een Pools document uit 1582 en heet daar Korwa. Later heette het dorp Korwekuella (in 1627) en Korbkülla (in 1796). Het viel onder het landgoed van Raadi (tegenwoordig onder de naam Raadi-Kruusamäe een wijk van Tartu).
Kõrveküla kreeg in 1977 de status van vlek.

## Geboren in Kõrveküla
- Miina Härma (1964-1941), componiste, koordirigent en organiste.

## Foto's

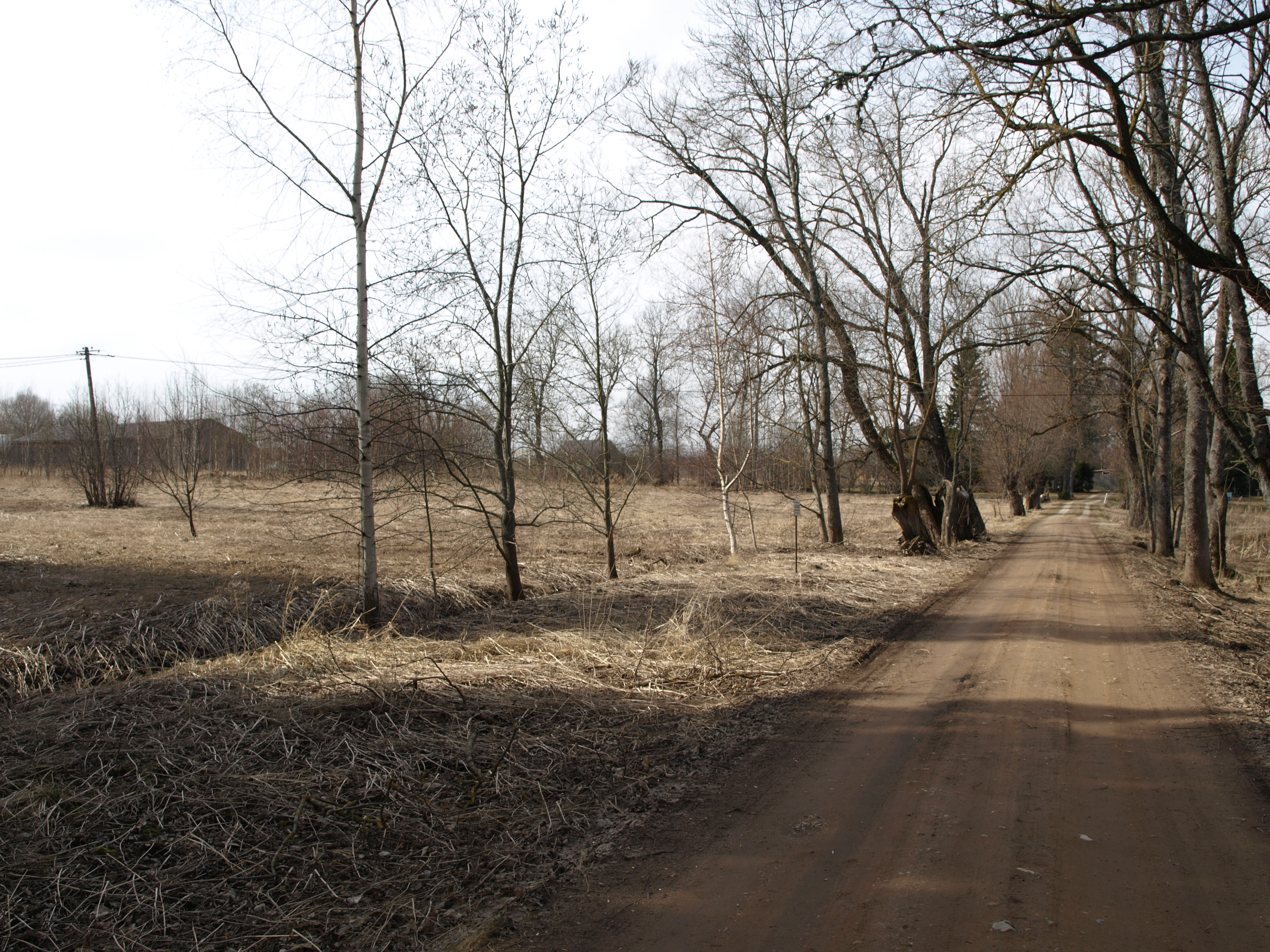
Plaats van een prehistorische nederzetting in de omgeving van Kõrveküla
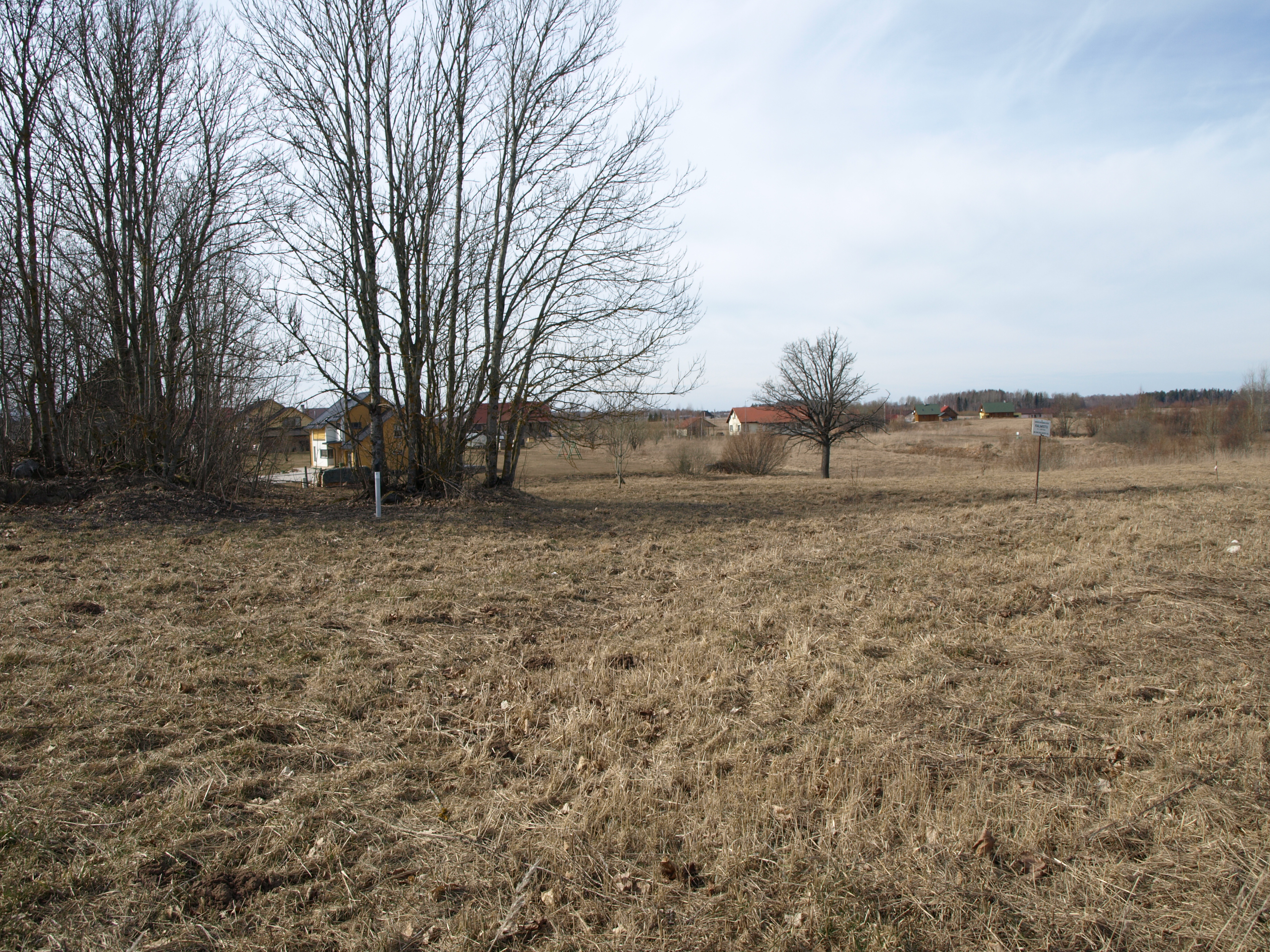
Voormalige begraafplaats